# ミヒャエル・プレーツ
ミヒャエル・プレーツ（Michael Preetz, 1967年8月17日 - ）は、西ドイツ（現ドイツ）・デュッセルドルフ出身の元サッカー選手。元ドイツ代表。現サッカー経営者。現役時代のポジションはセンターフォワード。

## 経歴

### クラブ

#### デュッセルドルフ
地元のデュッセルドルファーSC99でキャリアを開始したプレーツは、14歳でフォルトゥナ・デュッセルドルフの下部組織に入団し、18歳でディーター・ブライ（en）監督によって同クラブのトップチームへ引き上げられ、1986年9月2日のSVヴァルトホーフ・マンハイム戦でブンデスリーガ初出場および初得点を記録した。最終的に1986-87シーズンは、27試合5得点とプロ1季目としてはまずまずの成績を残し、また、チーム内で3番目の得点数だったものの、チームは2部へと降格してしまった。翌シーズンは、新人の長身アタッカートーマス・ゼーリンガー（en）にポジションを明け渡すも、1988-89シーズンに先発を勝ち取りブンデスリーガ復帰に貢献した。しかし、翌1989-90シーズンは15試合0得点と失望に終わり、1990年夏に2部の1.FCザールブリュッケンに移籍した。

#### 2部での日々
ザールブリュッケンでは2季連続でチーム内最多の得点源と不動の中心選手として活躍し、1991-92シーズンは得点王となり、チームを首位でブンデスリーガ昇格に導いた。1992-93シーズンはルール地方を拠点とする2部のMSVデュースブルクに籍を移し、チーム最多の17得点を挙げた。デュースブルクでもチームをブンデスリーガ昇格に導いたものの、翌シーズンは23試合2得点に終わり、またしてもブンデスリーガの舞台で力を示すことが出来なかった。そのため、1994年夏にSGヴァッテンシャイトと契約し、再度2部の舞台でプレーすることになった。ヴァッテンシャイトで2季の間にCFの要としてプレー後は同2部のヘルタ・ベルリンへと移籍した。

#### ヘルタ・ベルリン
ヘルタ・ベルリン移籍1季目は、コンビを組むアクセル・クルーゼ（de）の影に隠れる形となったが9得点を挙げて自身3度目となる昇格を経験した。翌1997-98シーズンの前半戦でエースのクルーゼが負傷離脱すると、そのチャンスをものにし、チーム最多の14得点を挙げて昇格組ながら11位と躍進するチームを牽引。また、得点力のみならず1998年4月のカールスルーエSC戦（2-0）で左踵での美しい得点から"Preetzinho"とタブロイド紙に呼ばれるほどの技術力の高さを見せる等、3度目となるブンデスリーガの舞台でついに力を示すことに成功した。以降の4季では常にチーム最多の得点源として活躍。特に1998-99シーズンには、得点王争いに名を連ねるほどにまで得点力に磨きがかかり、1999年5月29日に最終節のハンブルガーSV戦（6-1）でハットトリックを達成し、23得点で得点王となってクラブ史上初のUEFAチャンピオンズリーグ出場権獲得へと導いた。その活躍から1999年夏にイングランドのクラブからオファーが申し込まれるも、最後となる契約延長で残留した。2001年夏以降は、新加入のマルセリーニョ・パライーバにエースの座を譲りつつも精力的に活動し、2001年と2002年の2季連続でDFLリーガポカール優勝に貢献。このタイトルが自身のキャリアで獲得した唯一の2つのチームタイトルだった。
ヘルタに加入以降、ブンデスリーガで通算84得点を記録。これは、ブンデスリーガでプレーしたヘルタの選手として最多得点記録となっている。2007年には、ファンによる歴代ベストイレブンに選出された。

### 代表
U-20代表としてチリで開催された1987 FIFAワールドユース選手権に出場。
1999年にエーリッヒ・リベック監督の下でA代表へ初招集され、2月6日のアメリカ戦（0-3）で90分フル出場で初出場を飾り、3日後の9日にコロンビア戦（3-3）で初得点を含めて2得点を挙げた。その後、メキシコでのFIFAコンフェデレーションズカップ1999に参加したプレーツは全3試合に先発出場し、ニュージーランド戦で1得点を挙げた。代表最後の試合となった2000年4月26日のスイス戦で先発出場するも、得点を挙げることが出来ず、後半頭にウルフ・キルステンと交代してベンチに下がった。

### 経営
選手時代の1994年から2003年までの間にドイツプロサッカー選手協会の副社長として活動しながらスポーツ経営の通信講座を修了。現役引退後の2003年からはディーター・ヘーネスのアシスタントに就任し、2009年6月のヘーネス辞任後は代表を引き継いだ。代表としての最初のシーズンにチームは降格を味わったものの、契約延長した2014年にチームは2部で優勝してブンデスリーガ復帰を果たした。翌シーズンは入れ替え戦でデュッセルドルフに破れて2部に戻ったが、さらに翌2012-13シーズンに再度2部を制して昇格を果たす。2013年10月に契約を2017年まで延長した。

## タイトル
クラブ
ヘルタ・ベルリン
- DFLリーガポカール : 2000-2001, 2001-2002

個人
- ブンデスリーガ得点王 : 1998-99
- 2. ブンデスリーガ得点王 : 1991-92